# Шейди-Гроув (станция метро)
Шейди-Гроув (англ. Shady Grove) — конечная открытая наземная станция Вашингтонгского метро на Красной линии. Она представлена одной островной платформой. Станция обслуживается Washington Metropolitan Area Transit Authority. Является наиболее отдалённой станцией метрополитена от Даунтауна Вашингтона. Расположена в невключённой территории Дервуд севернее пересечения Фредерик-роад и Рэдланд-роад, округ Монтгомери штата Мэриленд. Станция находится на Шейди-Гроув-ярд — один из крупнейших ранжирных парков метрополитена.
Пассажиропоток станции метрополитена — 5.071 млн. (на 2006 год).
Станция была открыта 15 декабря 1984 года.
Открытие станции было совмещено с открытием ж/д линии длиной 11 км и ещё 3 станций: Уайт-Флинт, Твинбрук и Роквилл. В 1996 году станция стала местом второго фатального инцидента в Вашингтонском метрополитене в котором погиб один человек.

## Режим работы
Открытие — 4:50
Отправление первого поезда в направлении:
- ст. Гленмонт — 5:00

Отправление последнего поезда в направлении:
- ст. Гленмонт — 23:30